# Bakulan (Cepogo)
Bakulan is een bestuurslaag in het regentschap Boyolali van de provincie Midden-Java, Indonesië. Bakulan telt 1672 inwoners (volkstelling 2010).